# Maria di Guisa
Maria di Guisa (in inglese, Mary of Guise, in francese, Marie de Guise) (Bar-le-Duc, 22 novembre 1515 – castello di Edimburgo, 11 giugno 1560) nobildonna della potente famiglia francese dei Guisa, fu regina di Scozia come moglie di Re Giacomo V e, alla sua morte, reggente del regno dal 1554 al 1560, per conto della figlia Maria Stuarda.
Era figlia maggiore del duca Claudio I di Guisa, capo del casato francese dei Guisa e di sua moglie Antoinette de Bourbon.

## Biografia
Maria nacque il 22 novembre 1515 a Bar-le-Duc, figlia maggiore di Claudio I di Guisa, capo della casa dei Guisa, e Antonia di Borbone-Vendôme, figlia di François di Borbone-Vendome e Maria di Lussemburgo-Saint-Pol. Fra gli undici fratelli e sorelle di Maria si annoverano Francesco I di Guisa, Claudio di Guisa, Charles di Lorena e Louis di Guisa.

### Il primo breve matrimonio
Maria sposò, il 4 agosto 1534, all'età di diciotto anni, Luigi, duca di Longueville, al Louvre. La loro unione fu felice e il 30 ottobre 1535 nacque il loro primo figlio, Francesco, ma la loro felicità fu anche breve poiché il 9 giugno 1537 Luigi morì a Rouen lasciando Maria vedova a soli ventuno anni. Per tutta la vita Maria conservò le lettere del marito in cui si parla della sua malattia, esse esistono ancora e possono essere viste alla Biblioteca Nazionale di Scozia. Il 4 agosto Maria diede alla luce il suo secondo figlio, Luigi, nato postumo che purtroppo morì giovane. Durante l'inverno 1536-1537 assistette al matrimonio del suo futuro marito, Giacomo V di Scozia, con la figlia maggiore del re di Francia, Maddalena di Valois, presso la Cattedrale di Notre-Dame a Parigi.

### Il secondo breve matrimonio
Sempre nel 1537, Giacomo V, dopo aver perso la prima sposa a luglio a causa della tubercolosi, era desideroso di procurarsi un'altra sposa francese per portare avanti gli interessi dell'alleanza franco-scozzese.
Maria diventò il centro dei suoi negoziati matrimoniali. Lo zio di Giacomo, Enrico VIII d'Inghilterra, rimasto vedovo dopo la morte della terza moglie, Jane Seymour per febbre puerperale, provò ad impedire tale unione, che considerava pericolosa, chiedendo lui stesso la mano di Maria, reputandola una candidata adeguata al ruolo di regina d'Inghilterra ed asserendo che "lui era molto robusto e gli occorreva una moglie robusta". Francesco I di Francia accettò la proposta di Giacomo a scapito di quella di Enrico e presentò le proprie congratulazioni al padre di Maria, il contratto che fu stipulato per le nozze prevedeva una dote tale da far sembrare che Maria fosse una principessa. Per altro sua madre commentò che era un contratto piuttosto strano giacché nella dote erano comprese le proprietà lasciate in eredità a Francesco, il suo figlio maggiore. Maria ricevette la notizia con stupore e ansia. Non si rallegrava alla prospettiva di dover lasciare la propria famiglia e il proprio paese, specialmente dopo aver appena perso il proprio figlio Luigi a soli quattro mesi dalla sua nascita. Suo padre si ritrovò in un intrico diplomatico e cercò di ritardare il problema quanto più poté, fino a che Giacomo, percependo forse la riluttanza di Maria, le scrisse una lettera in cui le si rivolgeva per cercare consigli e supporto. Maria accettò l'offerta e affrettò i preparativi per la partenza. La veridicità della lettera, che è stata citata per la prima volta nel 1935 è stata per altro messa in dubbio da alcuni storici. Il cardinale David Beaton si recò in Francia per le trattative matrimoniali scrivendo che Maria sembrava essere una donna robusta, di bell'aspetto e pronta per il viaggio. Nel gennaio 1538 il contratto venne stipulato ed esso comprendeva nella dote anche quella del primo matrimonio, per parte sua Giacomo le assicurava che, se fosse rimasta vedova, come Regina vedova di Scozia ella avrebbe avuto a disposizione per tutta la vita il Falkland Palace, il Castello di Stirling, quello di Dingwall e di Threave insieme alle relative rendite derivanti dai contadi e dalle Signorie.

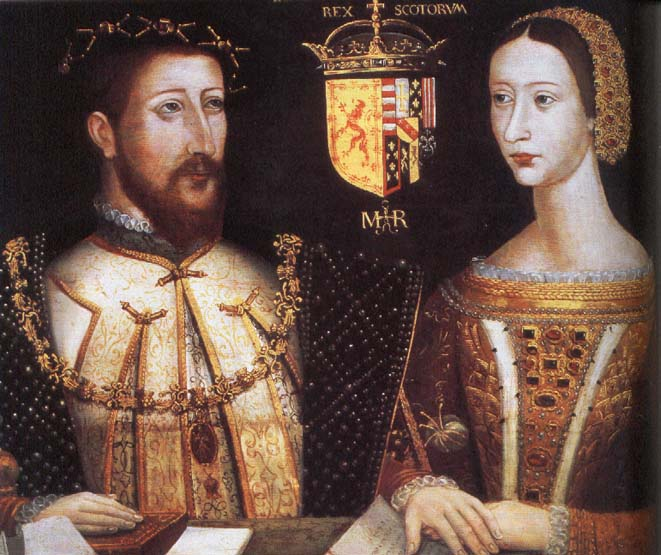
Giacomo V, Re di Scozia, con la seconda moglie Maria di Guisa

Il 18 maggio 1538 a Notre-Dame a Parigi, Giacomo V e Maria di Guisa si sposarono per procura. Accompagnata da una flotta di navi inviate da Giacomo, Maria lasciò la Francia nel giugno successivo, costretta a separarsi dal piccolo Francesco. Sbarcò a Fife il 10 giugno e fu ricevuta in maniera ufficiale da Giacomo. Si sposarono de visu alcuni giorni dopo nella chiesa di St. Andrews.
Fu incoronata regina consorte all'abbazia di Holyrood il 22 febbraio 1540. Giacomo e Maria ebbero due figli: Giacomo, duca di Rothestay e Roberto. Il primo visse un anno (22 maggio 1540 - 21 aprile 1541), mentre il secondo solo otto giorni (12 aprile 1541 - 20 aprile 1541). Una figlia, Maria, nacque l'8 dicembre 1542. Il re Giacomo morì sei giorni dopo, facendo della piccola Maria la regina di Scozia. 

### Il "brutale corteggiamento"
Alla morte di Giacomo la reggenza andò nelle mani di James Hamilton, II conte di Arran. Intanto Enrico VIII d'Inghilterra, zio di Giacomo in quanto fratello di Margherita Tudor, stava provando a tessere un matrimonio fra la piccola Maria e suo figlio Edoardo VI d'Inghilterra di soli cinque anni maggiore di lei. Questa proposta portò scompiglio nella Auld Alliance e culminò con l'invasione inglese della Scozia passata alla storia come il Brutale corteggiamento.
Nell'aprile 1543 Arran udì una voce secondo la quale Enrico VIII intendeva fare di Maria la sua sesta moglie, ma di questo non si fece mai nulla. Nello stesso anno Maria si trasferì con la figlia dal Palazzo di Linlithgow al castello di Stirling insieme alla figlia e quando parlò con il diplomatico Ralph Sadler ella gli assicurò che il matrimonio fra la figlia ed Edoard avrebbe avuto luogo. Tuttavia dal Trattato di Greenwich, stipulato in quel periodo, Enrico capì che le nozze probabilmente non si sarebbero mai celebrate ed il brutale corteggiamento ebbe inizio.
Il 10 settembre 1547 gli scozzesi vennero sconfitti alla Battaglia di Pinkie Cleugh e i francesi dovettero intervenire per indebolire l'esercito inglese e avendo come secondo risultato quello di aumentare la base di potere di Maria. L'assedio di Haddington portato avanti fra il 1548 e il 1549 riportò gli scozzesi in vantaggio e poiché le nozze inglesi erano definitivamente sfumate la giovane Maria fu mandata in Francia perché crescesse a corte insieme al delfino Francesco, figlio di Enrico II di Francia cui era stata promessa in sposa.
Di questo periodo è il The Complaynt of Scotland dedicato proprio a Maria, nella dedica si richiama la sua pretesa discendenza da Goffredo di Buglione e la si paragona ad antiche eroine come Tomiri, Semiramide e Pentesilea.
Nella primavera del 1550 il brutale corteggiamento finì con il ritiro degli inglesi e cominciò il processo di pace e fra le clausole ve n'era una che prevedeva che uno dei fratelli di Maria, Claudio, venisse spedito come ostaggio in Inghilterra. Quando il loro padre morì il 12 aprile dello stesso anno Edoardo VI d'Inghilterra rilasciò a Claudio un lasciapassare per recarsi in Scozia, quando il trattato di pace venne definitivamente siglato Maria si recò in Francia.
Ella partì il 6 settembre 1550 per arrivare a Dieppe e quindi giungere a Rouen dalla figlia il 1º ottobre, al suo seguito portò diversi nobili scozzesi fra cui George Gordon, IV conte di Huntly e alcuni vescovi. Maria passò l'inverno a Blois mentre l'estate seguente la spese per visitare con Enrico le città di Tours, Angers e Nantes, uno dei motivi del viaggio poteva essere la volontà di riuscire a mettere insieme la miglior intesa finanziaria possibile in vista del matrimonio della figlia oltre che del supporto finanziario per se stessa da portare in Scozia.
Durante il viaggio di ritorno verso Dieppe venne accompagnata dal figlio maggiore François che morì ad Amiens, infine Maria tornò in Inghilterra giungendovi nell'ottobre 1551, sulla via del ritorno s'incontrò con Edoardo e dopo numerose altre tappe ritornò in Scozia il mese seguente.

### La reggenza di Scozia
Una volta tornata in Scozia Maria prese nelle proprie mani le redini della politica nazionale, nel maggio del 1553 l'ambasciatore francese Jean Scheyfve udì che la reggenza di Arran stava giungendo al termine e che Maria aveva proposto come suo sostituto il figliastro James Stewart.
Infine fu la stessa Maria a divenire reggente dal 12 aprile 1554 e durante la reggenza si consultò sempre con i due potenti fratelli in Francia - il cardinale Carlo di Lorena e Francesco, duca di Guisa, entrambi in posizioni di governo - così che la Scozia e la Francia si presentassero come alleati nel trattare con le altre nazioni.
La reggenza di Maria fu comunque minacciata dalla crescente influenza dei protestanti scozzesi segretamente sostenuti da Elisabetta I d'Inghilterra, e fu proprio in questo periodo che si posero le basi per la futura lotta interna al paese basata sul credo religioso.

### La morte
Quando Maria morì di idropisia le sue spoglie furono riportate in Francia e sepolte nella chiesa del convento di Saint Pierre a Reims, la cui badessa era sua sorella Renata.
In tempi moderni - sia nel film Elizabeth sia nel romanzo di Philippa Gregory L'amante della regina vergine - si suggerisce l'ipotesi che la regina Elisabetta abbia ordinato l'avvelenamento di Maria perché aveva ricevuto, dalla Francia, un abito sul quale era stato applicato del veleno. Non esiste tuttavia alcuna prova di ciò, anzi, la morte di Maria di Guisa fu una delle morti di regnanti che nel XVI secolo non sono state attribuite al veleno.

## Discendenza
Maria e Luigi II di Orléans-Longueville ebbero due figli:
- Francesco (30 ottobre 1535 – 22 settembre 1551), futuro duca di Longueville
- Luigi (4 agosto 1537), morto in tenera età

Maria e Giacomo V di Scozia ebbero tre figli:
- Giacomo, duca di Rothesay (St Andrews, 22 maggio 1540 - St Andrews, 21 aprile 1541), erede apparente al trono.
- Roberto Arturo, duca di Albany (12 aprile 1541 - 20 aprile 1541);
- Maria I di Scozia (8 dicembre 1542 - 8 febbraio 1587). Regina regnante di Scozia e, per breve tempo, regina consorte di Francia per matrimonio con Francesco II. Fu imprigionata e infine giustiziata da sua cugina Elisabetta I d'Inghilterra, a cui aveva tentato di usurpare il trono, ma suo figlio, Giacomo VI e I, divenne infine erede sia di Scozia che d'Inghilterra, unificando i regni.

## Ascendenza
|                              |                                  |                                    | Genitori                       |  |  | Nonni |  |  | Bisnonni                 |  |  | Trisnonni            |  |
|                              |                                  |                                    |                                |  |  |       |  |  | Federico II di Vaudémont |  |  | Antonio di Vaudémont |  |
|                              |                                  |                                    |                                |  |  |       |  |  | Federico II di Vaudémont |  |  | Antonio di Vaudémont |  |
|                              |                                  | Maria d'Harcourt                   |                                |  |  |       |  |  | Federico II di Vaudémont |  |  |                      |  |
| Renato II di Lorena          |                                  |                                    |                                |  |  |       |  |  | Federico II di Vaudémont |  |  |                      |  |
|                              |                                  | Iolanda d'Angiò                    | Renato d'Angiò                 |  |  |       |  |  |                          |  |  |                      |  |
|                              |                                  | Iolanda d'Angiò                    | Renato d'Angiò                 |  |  |       |  |  |                          |  |  |                      |  |
|                              |                                  | Iolanda d'Angiò                    | Isabella di Lorena             |  |  |       |  |  |                          |  |  |                      |  |
| Claudio I di Guisa           |                                  | Iolanda d'Angiò                    |                                |  |  |       |  |  |                          |  |  |                      |  |
|                              |                                  | Adolfo di Egmond                   | Arnoldo di Egmond              |  |  |       |  |  |                          |  |  |                      |  |
|                              |                                  | Adolfo di Egmond                   | Arnoldo di Egmond              |  |  |       |  |  |                          |  |  |                      |  |
|                              |                                  | Adolfo di Egmond                   | Caterina di Clèves             |  |  |       |  |  |                          |  |  |                      |  |
| Filippina di Gheldria        |                                  | Adolfo di Egmond                   |                                |  |  |       |  |  |                          |  |  |                      |  |
|                              |                                  | Caterina di Borbone-Clermont       | Carlo I di Borbone             |  |  |       |  |  |                          |  |  |                      |  |
|                              |                                  | Caterina di Borbone-Clermont       | Carlo I di Borbone             |  |  |       |  |  |                          |  |  |                      |  |
|                              |                                  | Caterina di Borbone-Clermont       | Agnese di Borgogna             |  |  |       |  |  |                          |  |  |                      |  |
| Maria di Guisa               |                                  | Caterina di Borbone-Clermont       |                                |  |  |       |  |  |                          |  |  |                      |  |
|                              | Giovanni VIII di Borbone-Vendôme | Luigi I di Borbone-Vendôme         |                                |  |  |       |  |  |                          |  |  |                      |  |
|                              | Giovanni VIII di Borbone-Vendôme | Luigi I di Borbone-Vendôme         |                                |  |  |       |  |  |                          |  |  |                      |  |
|                              | Giovanni VIII di Borbone-Vendôme | Giovanna di Monfort-Laval          |                                |  |  |       |  |  |                          |  |  |                      |  |
| Francesco di Borbone-Vendôme | Giovanni VIII di Borbone-Vendôme |                                    |                                |  |  |       |  |  |                          |  |  |                      |  |
|                              |                                  | Isabelle de Beauvau                | Luigi di Beauvau               |  |  |       |  |  |                          |  |  |                      |  |
|                              |                                  | Isabelle de Beauvau                | Luigi di Beauvau               |  |  |       |  |  |                          |  |  |                      |  |
|                              |                                  | Isabelle de Beauvau                | Margherita di Chambeley        |  |  |       |  |  |                          |  |  |                      |  |
| Antonia di Borbone-Vendôme   |                                  | Isabelle de Beauvau                |                                |  |  |       |  |  |                          |  |  |                      |  |
|                              |                                  | Pietro II di Lussemburgo-Saint-Pol | Luigi di Lussemburgo-Saint-Pol |  |  |       |  |  |                          |  |  |                      |  |
|                              |                                  | Pietro II di Lussemburgo-Saint-Pol | Luigi di Lussemburgo-Saint-Pol |  |  |       |  |  |                          |  |  |                      |  |
|                              |                                  | Pietro II di Lussemburgo-Saint-Pol | Giovanna di Marle              |  |  |       |  |  |                          |  |  |                      |  |
| Maria di Lussemburgo         |                                  | Pietro II di Lussemburgo-Saint-Pol |                                |  |  |       |  |  |                          |  |  |                      |  |
|                              |                                  | Margherita di Savoia               | Ludovico di Savoia             |  |  |       |  |  |                          |  |  |                      |  |
|                              |                                  | Margherita di Savoia               | Ludovico di Savoia             |  |  |       |  |  |                          |  |  |                      |  |
|                              |                                  | Margherita di Savoia               | Anna di Lusignano              |  |  |       |  |  |                          |  |  |                      |  |
|                              |                                  | Margherita di Savoia               |                                |  |  |       |  |  |                          |  |  |                      |  |